# Nigrita canicapillus
La nigrita testa grigia (Nigrita canicapillus Strickland, 1841) è un uccello passeriforme della famiglia degli Estrildidi.

## Descrizione

### Dimensioni
Misura circa 13–14 cm di lunghezza, coda compresa.

### Aspetto
Fronte, gola, petto, ventre e sottocoda sono di colore nero, mentre vertice, nuca, dorso, ali, codione e coda sono di colore grigio topo, con le remiganti e la coda più scure e tendenti al bruno-nerastro, mentre il codione è più chiaro: fra il nero ed il grigio di testa e torace è presente una linea di penne biancastre, così come macchie puntiformi bianche sono presenti sulle penne dell'area scapolare. Il becco è nero, le zampe sono di colore carnicino-grigiastro, gli occhi sono bruno-rossicci con anello perioculare grigio-nerastro.

## Biologia
Si tratta di uccelli diurni, che vivono da soli, in coppie o in piccoli gruppi familiari, passando la maggior parte del tempo fra le cime degli alberi e tenendosi in contatto fra loro tramite una gamma piuttosto ampia di richiami: sono state osservate fra le 3 e le 9 coppie di questi uccelli per chilometro quadrato, solitamente in numero maggiore in aree più aperte rispetto a quando la vegetazione è più fitta: a volte è possibile osservarli in associazione con altre specie di uccelli, specialmente congeneri o nettarinidi.

### Alimentazione
La dieta della nigrita testa grigia è composta in massima parte da insetti e dalle loro larve, oltre che da altri invertebrati, frutta, germogli e piccoli semi.

### Riproduzione
La stagione riproduttiva varia a seconda dell'area geografica, tendendo a coincidere con la fase finale della stagione delle piogge: per questo motivo, ad esempio in Tanzania vengono osservati nidi di questi uccelli solo attorno al mese di gennaio, mentre più a nord essi si riproducono durante tutto l'arco dell'anno.
Ambedue i sessi collaborano alla costruzione del nido: esso ha una forma sferica, si compone di erba e fibre vegetali intrecciate, viene imbottito con piume, muschio e lanugine e viene collocato nel folto della vegetazione arborea. Al suo interno la femmina depone 4-6 uova biancastre, che vengono covate da ambedue i genitori per 12-13 giorni: i nidiacei vengono anch'essi accuditi da ambo i sessi e sono in grado d'involarsi attorno alle tre settimane dalla schiusa, sebbene è raro che si allontanino definitivamente dal nido prima del mese e mezzo di vita.

## Distribuzione e habitat
La nigrita testa grigia è diffusa in un areale che si estende dalla Sierra Leone al Kenya, e a sud fino alla Tanzania settentrionale e all'Angola.
Lhabitat d'elezione di questi uccelli è rappresentato dalla foresta pluviale con presenza di radure erbose o cespugliose più o meno estese, fino a 2600 m di quota: essi colonizzano anche le zone coltivate, come le piantagioni di caffè, cacao e palma da olio.

## Tassonomia
Se ne riconoscono sei sottospecie:

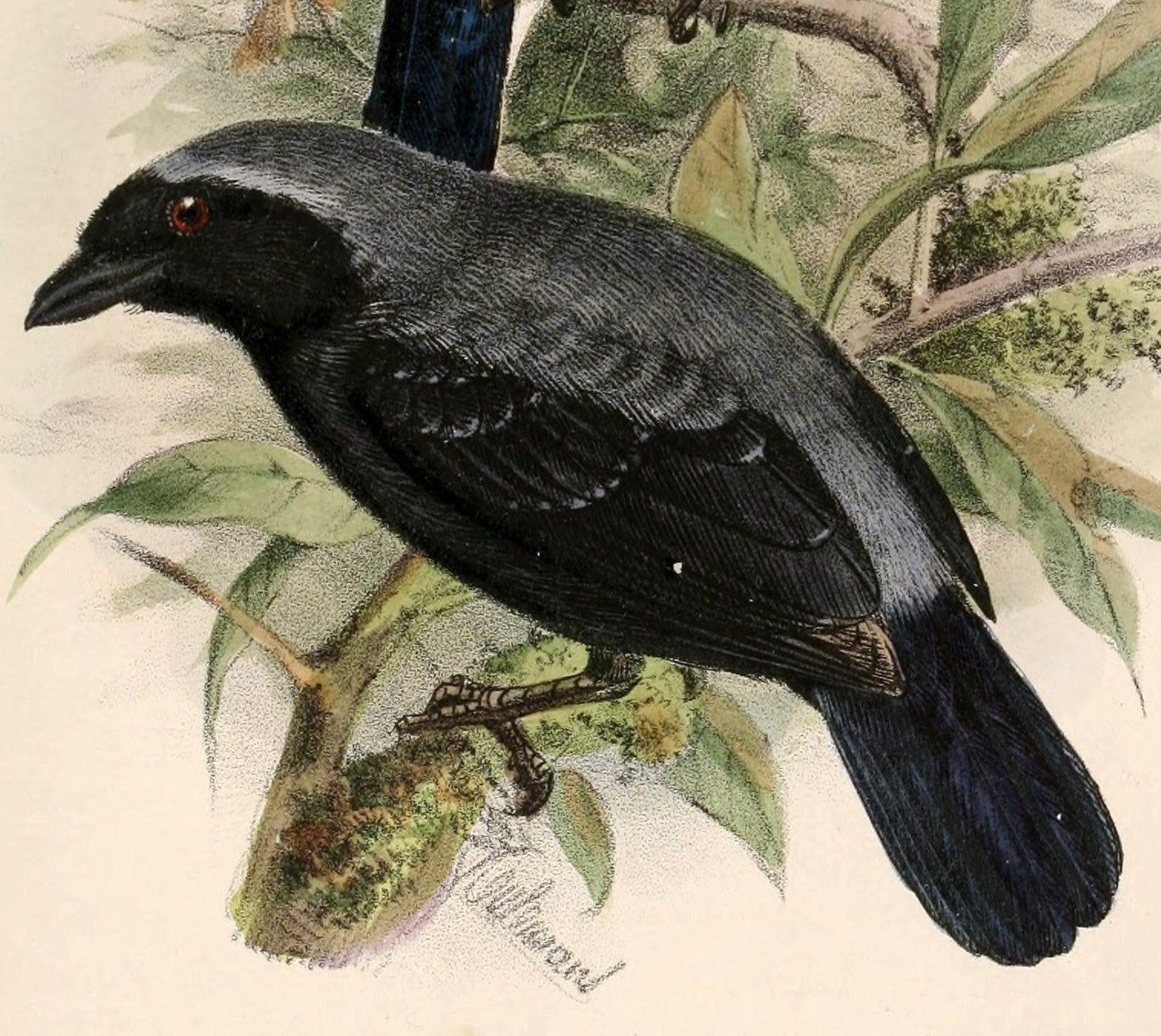
Illustrazione di esemplare della sottospecie emiliae.

- Nigrita canicapillus canicapillus, la sottospecie nominale, diffusa dal Benin meridionale al Gabon;
- Nigrita canicapillus angolensis Bannerman, 1921, diffusa in Angola nord-occidentale e Congo sud-occidentale;
- Nigrita canicapillus candidus Moreau, 1942, endemica della Tanzania occidentale;
- Nigrita canicapillus diabolicus (Reichenow & Neumann, 1895), diffusa in Kenya e Tanzania;
- Nigrita canicapillus emiliae Sharpe, 1869, diffusa dalla Sierra Leone al Togo;
- Nigrita canicapillus schistaceus Sharpe, 1891, diffusa dal Sudan meridionale alla Tanzania settentrionale;

Le varie sottospecie differiscono fra loro principalmente in base alle dimensioni e all'estensione ed alla tonalità della colorazione grigia e nera.